# Eye of the Beholder III: Assault on Myth Drannor
Pour les articles homonymes, voir Eye of the Beholder.
Eye of the Beholder III: Assault on Myth Drannor est un jeu vidéo de type dungeon crawler développé et édité par Strategic Simulations, Inc. en 1993 sur PC. Il est le dernier né de la mythique trilogie "Eye of the Beholder". On y fait souvent référence grâce à l'acronyme "EOB" suivi du numéro de l'épisode (ex:EOB2).

## Système de jeu
Il s'agit, comme pour ses prédécesseurs, d'un jeu très semblable à l'un des ancêtres de la même catégorie, Dungeon Master. Le but du jeu est simple ; à l'aide d'un groupe composé d'au maximum six aventuriers de races et de classes diverses, il faut explorer des environnements intérieurs et extérieurs afin d'y combattre des créatures maléfiques, d'y résoudre des énigmes, d'y ramasser trésors et objets magiques qui permettront d'améliorer les capacités du groupe et de résoudre, finalement, l'intrigue principale. Pour ce faire, le jeu utilise les règles de Advanced Dungeons & Dragon Seconde Edition.
Le jeu propose de créer un nouveau groupe d'aventuriers ou d'importer son groupe en provenance de Eye of The Beholder II. Les aventuriers fraichement créés commencent suivant leurs classes aux alentours du niveau d'expérience dix.

### Différences notables par rapport à ses prédécesseurs
- Quelques niveaux du jeu sont situés dans des environnements extérieurs (forêts, cimetières, villes en ruine, niveaux aquatiques...) contrairement aux opus précédents qui n'en comprenaient que très peu (Eye of The Beholder II), voire aucun (Eye of The Beholder)[1].

- Il met à disposition du joueur de nouveaux sortilèges, une grande quantité de nouveaux objets magiques et lui propose aussi des rencontres variées avec des créatures inédites[2].
- Il contient beaucoup plus de séquences cinématiques que ses prédécesseurs[3].
- Sa durée de vie est d'approximativement cinquante heures pour un joueur confirmé et donc bien plus élevée que celle des précédents opus[3].
- Il offre la possibilité de faire attaquer tous les personnages du groupe d'aventuriers en même temps par l'intermédiaire d'une fonction "All Attack"[1].
- Alors que ses prédécesseurs étaient réputés pour offrir des énigmes originales, cet opus n'offre que des énigmes plus basiques du style "Trouver le bon objet" ou encore "Trouver la bonne combinaison". Ces énigmes offrent toutefois un challenge approprié[3].

En dehors de ces quelques points, le jeu reste similaire à Eye of The Beholder et Eye of The Beholder II.

## Scénario
"Les aventuriers, alors qu'ils passent une soirée tranquille au coin d'un feu bien chaud dans une bonne auberge, se voient accostés par un individu énigmatique qui leur proposera de se mesurer à l'un des plus grands mystère de Féérune: l'antique cité elfique de Myth Drannor, actuellement en proie à de puissantes force maléfiques.
C'est donc là que la petite troupe devra se rendre afin de détruire ce mal pour de bon mais aussi bien entendu pour amasser richesse et gloire !"
Le scénario est assez similaire à celui du deuxième opus et un peu plus étoffé que celui du premier, mais comporte des faiblesses que les deux opus précédents n'avaient pas. Ceci pourrait expliquer le succès plus mitigé de ce troisième opus. Les jeux de la série Eye of the Beholder n'ont jamais proposé de riches scénario mais plutôt de courtes introductions qui laissaient plus vite place à l'action.

## Accueil
Au total, 50 664 copies du jeu sont vendues par Strategic Simulations.
Rétrospectivement, la journaliste Scorpia du magazine Computer Gaming World juge que Eye of the Beholder III clot la série de manière décevante. Elle estime en effet que si son système de combat a enfin été corrigé, par l’ajout d’une commande permettant d’ordonner à tous les personnages d’attaquer, le jeu est plutôt « morne » avec ses graphismes souvent « trop sombres », ses effets sonores « monotones » et un combat final décevant. Elle estime donc que celui-ci est à réserver aux plus gros fans de la série.

## La série
- 1990 - Eye of the Beholder
- 1991 - Eye of the Beholder II: The Legend of Darkmoon
- 1993 - Eye of the Beholder III: Assault on Myth Drannor